# 小島二朔
小島 二朔（こじま じさく、1901年1月19日 - 1974年5月19日）は、歌舞伎・舞踊の台本作者。
東京千住生まれ。本名・小島勝太郎。1919年市村座に入り二代竹柴金作に師事、竹柴二作として作者部屋に入り、1924年七代坂東三津五郎つき作者となる。1931年退座。日本舞踊協会事務局に勤め、書記長。雑誌『芸能』に俳優芸談を連載、また名古屋西川流の名古屋をどりなどの舞踊台本も手がけた。妻の弟は歌舞伎竹本三味線方の鶴澤絃二郎、長男は舞踊家の西川鯉男。戦後はカルチャースクールの先駆けとなる、産経学園の開設、一中節、箏曲などの古曲と呼ばれるジャンルと日本舞踊家とのコラボレーションの「古曲の会」をプロデュースした。

## 著書
- 『狂言作者』青蛙房 1958
- 『芸業五十年』青蛙房 1968
- 『小島二朔芝居ばなし』西川鯉男編 青蛙房 1986

### 編著
- 『顔のつくりかた 第1輯』編 神羽守義編画 邦楽と舞踊社 1951
- 『邦楽と舞踊 花形写眞集 3』編 邦樂と舞踊社 1953
- 『鶯亭金升日記』花柳寿太郎共編 演劇出版社 1961
- 八世坂東三津五郎述『父三津五郎』編 演劇出版社 1963